# Shane Duffy
Shane Patrick Michael Duffy (Londonderry, 1992. január 1.) északír születésű ír válogatott labdarúgó, aki jelenleg a Brighton & Hove Albion játékosa.

## Statisztika

### A válogatottban
(2020. szeptember 3. szerint.)
| Válogatott | Szezon   | Mérkőzés | Gól |
| ---------- | -------- | -------- | --- |
| Írország   | 2014     | 1        | 0   |
| Írország   | 2015     | 0        | 0   |
| Írország   | 2016     | 7        | 0   |
| Írország   | 2017     | 9        | 2   |
| Írország   | 2018     | 8        | 0   |
| Írország   | 2019     | 8        | 1   |
| Írország   | 2020     | 1        | 1   |
| Összesen   | Összesen | 34       | 4   |